# Oncopsis baileyi
Oncopsis baileyi är en insektsart som beskrevs av Singh-pruthi 1936. Oncopsis baileyi ingår i släktet Oncopsis och familjen dvärgstritar. Inga underarter finns listade i Catalogue of Life.